# Fowey
Fowey (Fowydh en cornique) est une petite ville et une paroisse civile des Cornouailles, en Angleterre. Elle est située sur la côte sud du comté, à l'embouchure de la Fowey. Au moment du recensement de 2001, elle comptait 2 273 habitants.

## Économie

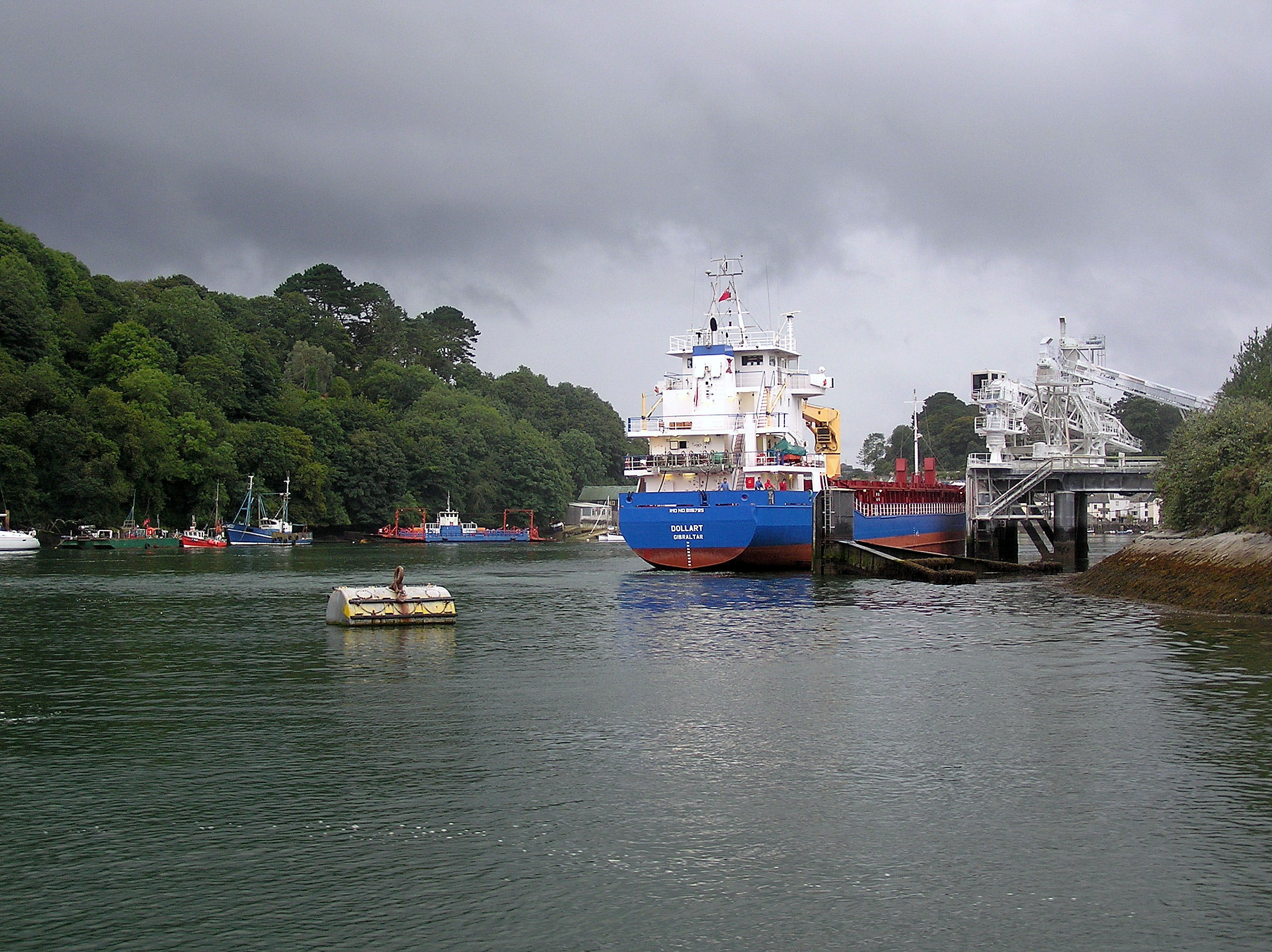
Transport de kaolinite à Carne Point

Fowey sert depuis des siècles de petit port de commerce, et depuis 250 ans de port d'export de kaolinite. Aujourd'hui, c'est un havre de chalutiers, de voiliers et de petits yachts. Le tourisme constitue pour la ville un apport majeur de revenus, injectant 14 millions de £ dans l'économie locale et offrant plus de la moitié des emplois de la petite ville.

## Personnalités
- John Poad Drake (1794-1883), inventeur et artiste peintre décédé à Fowey.
- Antony Hewish (1924-) astronome britannique, et colauréat (avec Martin Ryle) du prix Nobel de physique de 1974, y est né.
- L'écrivain Arthur Quiller-Couch (1863-1944) s'installe à Fowey en 1891 et y réside jusqu'à sa mort. Il est enterré dans l'église paroissiale.
- Daphné du Maurier (1907-1989) a également vécu à Bodinnick en face de Fowey de 1931 à sa mort, d'abord en vacances à la maison de Ferryside (revenue ensuite à sa sœur Angela), puis de façon permanente en location au manoir de Menabilly (1943-1969) et enfin jusqu'à sa mort au manoir de Kilmarth (1969-1989).